# Kypello Kyprou 2007-2008
La Kypello Kyprou 2007-2008 fu la 66ª edizione della coppa nazionale cipriota. Vide la vittoria finale dell'APOEL Nicosia, che così conquistò il suo diciannovesimo titolo.

## Formula
La formula del torneo è la stessa del torneo precedente: i primi due turni sono stati su gara unica e vedevano schierate solo 40 squadre delle categorie inferiori (dalla Seconda Divisione in giù); il terzo turno vide l'entrata in gioco 6 squadre di Divisione A e fu disputato su partite di andata e ritorno. Il quarto turno si disputò con la stessa formula del terzo e l'entrata in gioco delle ultime 8 squadre di Divisione A rimaste.
Il quinto turno era invece costituito da due gironi da quattro squadre (le 8 squadre promosse dal turno precedente); gli incontri previsti erano 6 per ogni squadra (i classici turni di andata e ritorno), con i tre punti a vittoria le prime due di ogni girone promosse alle semifinali.
Infine le semifinali erano su gare di andata e ritorno (prima di un girone contro la prima dell'altro) e, come da tradizione, la finale fu giocata in partita unica il 17 maggio 2008.

## Risultati della prima fase

### Primo turno
| Squadra 1              | Risultato             | Squadra 2               |
| ---------------------- | --------------------- | ----------------------- |
| Sourouklis Troullon    | 2 - 1                 | MEAP Nīsou              |
| Frenaros FC 2000       | 1 - 2                 | Adonis Idalion          |
| PAEEK Kerynias         | 2 - 1(dts)            | SEK Agiou Athanasiou    |
| AEP Paphos             | 4 - 0                 | Digenis Oroklinis       |
| AEK Koukliōn           | 1 - 1 (dts) (2-3 dcr) | Onīsilos Sōtīra         |
| Ethnikos Assia         | 3 - 1                 | EN Parekklisias         |
| Anagennisi Trachoniou  | 0 - 1                 | ASIL Lysī               |
| Chalkanoras Idaliou    | 1 - 2                 | Enosi Kokkinotrimithias |
| Olympos Xylophagou     | 3 - 1                 | ENAD Polis Chrysochous  |
| Spartakos Kitiou       | 4 - 2                 | Akritas Chlōrakas       |
| Agia Napa              | 3 - 1                 | Episkopis               |
| EN ThOΪ Lakatamia      | 2 - 1                 | Omonia Aradippou        |
| Ahironas Liopetriou    | 1 - 3                 | Orpheas Nicosia         |
| Atromītos Geroskīpou   | 2 - 0                 | Elpida Xylophagou       |
| Anagennisi Germasoyias | 4 - 1                 | Īraklīs Gerolakkou      |
| Ethnikos Latsion       | 1 - 4                 | Anagennīsī Deryneia     |
| A.E. Mesogis           | 1 - 2                 | APEP Pelendriou         |
| Aspida Pylas           | 0 - 7                 | APEP Pitsilia           |
| Digenīs Morphou        | 2 - 2 (dts) (3-2 dcr) | AEZ Zakakiou            |
| Ermīs Aradippou        | 2 - 1                 | Othellos Athīainou      |

### Secondo turno
| Squadra 1              | Risultato | Squadra 2               |
| ---------------------- | --------- | ----------------------- |
| Ethnikos Assia         | 3 - 2     | Sourouklis Troullon     |
| Onīsilos Sōtīra        | 5 - 1     | APEP Pelendriou         |
| Agia Napa              | 3 - 2     | APEP Pitsilia           |
| Digenīs Morphou        | 2 - 0     | Spartakos Kitiou        |
| Anagennisi Germasoyias | 3 - 0     | Orpheas Nicosia         |
| ASIL Lysī              | 1 - 0     | Anagennīsī Deryneia     |
| Adonis Idalion         | 2 - 1     | EN ThOΪ Lakatamia       |
| Olympos Xylophagou     | 3 - 1     | Enosi Kokkinotrimithias |
| AEP Paphos             | 1 - 0     | Atromītos Geroskīpou    |
| Ermīs Aradippou        | 1 - 0     | PAEEK Kerynias          |

### Terzo turno
| Squadra 1          | Totale | Squadra 2              | Andata | Ritorno |
| ------------------ | ------ | ---------------------- | ------ | ------- |
| APOP Kinyras       | 3 - 1  | Onīsilos Sōtīra        | 2 - 1  | 0 - 1   |
| Doxa Katōkopias    | 2 - 3  | Agia Napa              | 1 - 1  | 1 - 2   |
| Adonis Idalion     | 1 - 9  | Nea Salamis            | 0 - 2  | 1 - 7   |
| AEP Paphos         | 4 - 3  | Alkī Larnaca           | 3 - 1  | 1 - 2   |
| ASIL Lysī          | 1 - 4  | Digenīs Morphou        | 1 - 3  | 0 - 1   |
| Ethnikos Assia     | 2 - 3  | Olympos Xylophagou     | 0 - 0  | 2 - 3   |
| Ermīs Aradippou    | 4 - 3  | Anagennisi Germasoyias | 0 - 0  | 4 - 3   |
| Olympiakos Nicosia | 3 - 2  | AEL Limassol           | 0 - 0  | 3 - 2   |

### Quarto turno
| Squadra 1        | Totale      | Squadra 2          | Andata | Ritorno |
| ---------------- | ----------- | ------------------ | ------ | ------- |
| Omonia           | 5 - 2       | Olympiakos Nicosia | 1 - 0  | 4 - 2   |
| AEK Larnaca      | 1 - 3       | Agia Napa          | 0 - 2  | 1 - 1   |
| AEP Paphos       | 1 - 2       | Ethnikos Achnas    | 1 - 1  | 0 - 1   |
| Ermīs Aradippou  | 2 - 3       | Arīs Limassol      | 2 - 1  | 1 - 1   |
| APOEL            | 9 - 0       | Olympos Xylophagou | 6 - 0  | 3 - 0   |
| Anorthōsis       | 4 - 0       | APOP Kinyras       | 2 - 0  | 2 - 0   |
| Nea Salamis      | 3 - 3 (gfc) | EN Paralimni       | 1 - 0  | 2 - 3   |
| Apollōn Limassol | 5 - 1       | Digenīs Morphou    | 3 - 1  | 2 - 0   |

## Classifiche e risultati della fase a gironi

### Girone A

#### Classifica Girone A
|   | Classifica finale del Girone A | G | V | N | P | GF | GS | DR  | Punti |
| - | ------------------------------ | - | - | - | - | -- | -- | --- | ----- |
| 1 | Apollōn Limassol               | 6 | 3 | 3 | 0 | 13 | 6  | +3  | 12    |
| 2 | Omonia                         | 6 | 2 | 3 | 1 | 9  | 6  | +3  | 9     |
| 3 | Nea Salamis                    | 6 | 3 | 0 | 3 | 8  | 8  | +0  | 9     |
| 4 | Ethnikos Achnas                | 6 | 0 | 2 | 4 | 4  | 14 | -10 | 2     |

G = Partite giocate; V = Vittorie; N = Nulle/Pareggi; P = Perse; GF = Goal fatti; GS = Goal subiti; DR = Differenza reti.

#### Risultati del Girone A
|                  | ApL  | EAc  | NSF  | OmN  |
| ---------------- | ---- | ---- | ---- | ---- |
| Apollon Limassol | –––– | 5-1  | 2-0  | 1-1  |
| Ethnikos Achnas  | 1-1  | –––– | 1-3  | 0-2  |
| Nea Salamis      | 1-2  | 2-0  | –––– | 2-1  |
| Omonia           | 2-2  | 1-1  | 2-0  | –––– |

### Girone B

#### Classifica Girone B
|   | Classifica finale del Girone B | G | V | N | P | GF | GS | DR | Punti |
| - | ------------------------------ | - | - | - | - | -- | -- | -- | ----- |
| 1 | Anorthōsis                     | 6 | 4 | 2 | 0 | 10 | 4  | +6 | 14    |
| 2 | APOEL                          | 6 | 3 | 2 | 1 | 9  | 4  | +6 | 11    |
| 3 | Agia Napa                      | 6 | 2 | 0 | 4 | 6  | 12 | -6 | 6     |
| 4 | Arīs Limassol                  | 6 | 1 | 0 | 5 | 9  | 14 | -5 | 3     |

G = Partite giocate; V = Vittorie; N = Nulle/Pareggi; P = Perse; GF = Goal fatti; GS = Goal subiti; DR = Differenza reti.

#### Risultati del Girone B
|               | AyN  | APN  | AnF  | ArL  |
| ------------- | ---- | ---- | ---- | ---- |
| Ayia Napa     | –––– | 1-0  | 0-1  | 0-3  |
| APOEL Nicosia | 3-1  | –––– | 0-0  | 3-0  |
| Anorthosis    | 3-0  | 1-1  | –––– | 2-1  |
| Aris Limassol | 0-2  | 2-4  | 2-3  | –––– |

## Risultati delle semifinali

### Tabellone delle semifinali
|  | Semifinali | Semifinali       | Semifinali | Semifinali | Semifinali |  |  | Finale     | Finale     | Finale |  |
|  |            |                  |            |            |            |  |  |            |            |        |  |
|  | 2A         | Omonia           | 2          | 0          | 2          |  |  |            |            |        |  |
|  | 2B         | APOEL            | 1          | 2          | 3          |  |  | APOEL      | APOEL      | 2      |  |
|  | 1A         | Apollōn Limassol | 1          | 1          | 2          |  |  | Anorthōsis | Anorthōsis | 0      |  |
|  | 1B         | Anorthōsis       | 0          | 4          | 4          |  |  |            |            |        |  |